# 3e étape du Tour d'Espagne 2009

La troisième étape du Tour d'Espagne 2009 s'est déroulée le 31 août 2009 entre Zutphen et Venlo  aux Pays-Bas sur 189 kilomètres. Elle a été remportée par le Néo-Zélandais Gregory Henderson.

## Parcours
Les coureurs entrent pour la première fois en Allemagne au kilomètre 92. Cette étape ne contient pas d'ascension classée, son profil est totalement plat.

## Récit
Malgré une échappée de trois coureurs, la victoire se joue une nouvelle fois au sprint. Le Néo-Zélandais Gregory Henderson déjà vainqueur d'une étape du Tour de Catalogne cette saison se montre le plus rapide et remporte l'étape devant tous les favoris. Il se replace grâce aux 20 secondes de bonifications à la deuxième place du classement général, toujours dominé par Fabian Cancellara.

## Classement de l'étape
|    | Coureur           | Pays             | Équipe                | Temps           |
| -- | ----------------- | ---------------- | --------------------- | --------------- |
| 1  | Gregory Henderson | Nouvelle-Zélande | Team Columbia-HTC     | 4 h 41 min 01 s |
| 2  | Borut Božič       | Slovénie         | Vacansoleil           | m.t.            |
| 3  | Óscar Freire      | Espagne          | Rabobank              | m.t.            |
| 4  | André Greipel     | Allemagne        | Team Columbia-HTC     | m.t.            |
| 5  | William Bonnet    | France           | BBox Bouygues Telecom | m.t.            |
| 6  | Tom Boonen        | Belgique         | Quick Step            | m.t.            |
| 7  | Roger Hammond     | Royaume-Uni      | Cervélo TestTeam      | m.t.            |
| 8  | Wouter Weylandt   | Belgique         | Quick Step            | m.t.            |
| 9  | Stuart O'Grady    | Australie        | Team Saxo Bank        | m.t.            |
| 10 | Jürgen Roelandts  | Belgique         | Silence-Lotto         | m.t.            |

## Classement général
|    | Coureur             | Pays             | Équipe            | Temps           |
| -- | ------------------- | ---------------- | ----------------- | --------------- |
| 1  | Fabian Cancellara   | Suisse           | Team Saxo Bank    | 9 h 29 min 33 s |
| 2  | Gregory Henderson   | Nouvelle-Zélande | Team Columbia-HTC | + 6 s           |
| 3  | Gerald Ciolek       | Allemagne        | Team Milram       | + 8 s           |
| 4  | Tom Boonen          | Belgique         | Quick Step        | + 9 s           |
| 5  | Tyler Farrar        | États-Unis       | Garmin-Slipstream | + 12 s          |
| 6  | Jens Mouris         | Pays-Bas         | Vacansoleil       | + 14 s          |
| 7  | Lars Boom           | Pays-Bas         | Rabobank          | + 16 s          |
| 8  | Daniele Bennati     | Italie           | Liquigas          | + 16 s          |
| 9  | Roman Kreuziger     | Tchéquie         | Liquigas          | + 17 s          |
| 10 | David García Dapena | Espagne          | Xacobeo Galicia   | + 18 s          |

## Classements annexes
| Classement par points | Classement par points | Classement par points | Classement par points | Classement par points |
| Rang                  | Cycliste              | Pays                  | Équipe                | Pts                   |
| --------------------- | --------------------- | --------------------- | --------------------- | --------------------- |
|                       | Tom Boonen            | Belgique              | Quick Step            | 38                    |
| 2                     | Tyler Farrar          | États-Unis            | Garmin-Transitions    | 33                    |
| 3                     | André Greipel         | Allemagne             | Team Columbia-HTC     | 28                    |

| Grand Prix de la montagne | Grand Prix de la montagne | Grand Prix de la montagne | Grand Prix de la montagne | Grand Prix de la montagne |
| Rang                      | Cycliste                  | Pays                      | Équipe                    | Pts                       |
| ------------------------- | ------------------------- | ------------------------- | ------------------------- | ------------------------- |
|                           | Tom Leezer                | Pays-Bas                  | Rabobank                  | 0                         |
| 2                         | -                         |                           |                           |                           |
| 3                         | -                         |                           |                           |                           |

| Combiné | Combiné           | Combiné          | Combiné           | Combiné |
| Rang    | Cycliste          | Pays             | Équipe            | Pts     |
| ------- | ----------------- | ---------------- | ----------------- | ------- |
|         | Fabian Cancellara | Suisse           | Team Saxo Bank    | 5       |
| 2       | Tom Boonen        | Belgique         | Quick Step        | 5       |
| 3       | Gregory Henderson | Nouvelle-Zélande | Team Columbia-HTC | 7       |

| Classement par équipes | Classement par équipes | Classement par équipes | Classement par équipes | Classement par équipes |
| Rang                   | Pays                   | Équipe                 | Temps                  |                        |
| ---------------------- | ---------------------- | ---------------------- | ---------------------- | ---------------------- |
|                        | Liquigas               | Italie                 | en 28 h 29 min 30 s    |                        |
| 2                      | Team Saxo Bank         | Danemark               | + 3 s                  |                        |
| 3                      | Garmin-Transitions     | États-Unis             | + 6 s                  |                        |